# کالاتیای گورخری
کالاتیا گورخری(نام علمی: Calathea zebrina) نام یک گونه از تیره مارانتائیان است.